# Bondage
Bondage er en seksuel orientering hvor man tændes eller ophidses af enten at blive bundet/underkastet af sin partner, eller binde/underkaste sin partner – eller begge dele.
Det kan typisk ske med reb, håndjern, lænker eller manchetter – eller det kan i mildere former ske med f.eks. tørklæder, slips eller andet tøj.
Bondage kan udleves på mange forskellige planer, det kan spænde lige fra hardcore bondage til mere harmløse bindelege (som mange eksperimenterer med i det små). Det kan være en del af sadomasochisme eller det kan dyrkes alene hvor det kun er bindelegene der dyrkes – eller være en del af dominans-rollespil.

## Sikkerhed
Bondage er sikre når parterne involveret ikke er påvirkede og stoler på hinanden. Samtidig er det vigtigt at være bevidst omkring de risici der kan være med bondage, hvorfor sikkerhed bør vægtes højt. Bondage bør udelukkede være med konsensus fra begge parter. Dette kan nemmere opnås med partnere i længerevarende forhold. Sikkerheden kan også sikres i swingerklubber som oftest er bevidste omkring vigtigheden af sikkerhed.

### Sikkerhedsforanstaltninger
Sikkerhedsforanstaltninger før inkludere:
- Benyt et safeword, eller ikke desto mindre en tydelig og markant indikator på når legene tager overhånd. Der kan også aftales ord som kan minimere, hvor voldsomt legene forgår uden at stoppe dem.
- Forlad ikke en bunden person.
- Vær sikker på at bundne personer kan bliver bevæget minimum én gang i timen sådan at cirkulationen ikke stoppes.
- Sørg for at personen kan komme ud af positionerne hurtigt såfremt der skulle opstå en farlig situation.